# 5338 Michelblanc
Az 5338 Michelblanc (ideiglenes jelöléssel 1991 RJ5) a Naprendszer kisbolygóövében található aszteroida. Henry Holt fedezte fel 1991. szeptember 13-án.